# فرانكلين (ماساتشوستس)
فرانكلين (بالإنجليزية: Franklin, Massachusetts)‏ هي مدينة تقع في الولايات المتحدة في مقاطعة نورفولك، ماساتشوستس. يقدر عدد سكانها بـ 33,092 نسمة ومساحتها 70.0 كم2 وترتفع عن سطح البحر 91 متر.

## أعلام
- أل باوتشر
- جورج دبليو. فاولر
- ألبرت د. ريتشاردسون
- آرثر غيلكريست برودور
- هوراس مان